# New Zealand State Highway 28
Der New Zealand State Highway 28 (auch State Highway 28 oder in Kurzform SH 28) ist eine Fernstraße von nationalem Rang auf der Nordinsel von Neuseeland.

## Strecke
Im Norden von Putāruru beginnt der SH 28 am New Zealand State Highway 1 und führt in nordöstlicher Richtung über den Waihou River bis nach Tapapa. Die letzten Kilometer vor der Ansiedlung teilt er sich mit dem New Zealand State Highway 5. Während dieser von Tapapa aus weiter nach Rotorua führt, knickt der SH 28 nach Norden ab und führt bis zum New Zealand State Highway 29 östlich von Te Poi, südöstlich von Matamata.